# 波旁-瑙多夫家族
波旁-瑙多夫家族（法语：Famille de Bourbon-Naundorff），为自称路易十七的卡尔·威廉·瑙多夫之后裔。其拥有两个分支即加拿大分支及法兰西分支。现任共同家长为亨利七世。

## 家族领袖列表

### 统一派
- 查尔斯-纪尧姆·瑙多夫（路易十七）
- 查尔斯-爱德华·瑙多夫（查理十世）
- 路易-查尔斯·瑙多夫（查理十一）

### 法国分支
- 让·德·波旁（让三世）
- 亨利·德·波旁（亨利五世）
- 查尔斯·德·波旁（查理十二）

### 加拿大分支
- 亨利·德·波旁（亨利六世）
- 路易-阿德尔伯斯·德·波旁（路易十九）
- 查尔斯-路易·德·波旁（查理十三）

### 两支统一
- 查尔斯-路易·德·波旁（查理十三）
- 米歇尔·亨利·德·波旁（亨利七世）